# معركة الصالحية
معركة الصالحية، وقعت في 11 أغسطس 1798 بين قوات الحملة الفرنسية وقوات المماليك في منطقة الصالحية، شرق مصر.

## المعركة
كان الفرنسيون، بعد أن تمكنوا من دخول القاهرة قادمين من الشمال بعد سلسلة معارك بدأت بمعركة الإسكندرية التي قاد المقاومة فيها حاكم المدينة محمد كريم ثم معركة إمبابة، بدأوا التفكير في الاتجاه شرقاً لتحقيق هدفين، الهدف الأول تمثل في مطاردة المماليك الذين أخذوا طريقهم في اتجاه الشام عبر سيناء قبل أن يعيدوا تجميع صفوفهم، والثاني تمهيد الطريق أمام غزو الشام وفقاً لخطة نابليون بونابرت قائد الحملة الفرنسية التي قامت على أساس احتلال مصر والشام وإقامة قاعدة لإمبراطورية فرنسية في الشرق تقطع طريق المواصلات بين بريطانيا ومستعمراتها في الهند.
تقدمت القوات الفرنسية قادمة من القاهرة في اتجاه الشرق واستولت على مدينة بلبيس إحدى أهم المدن في شرق مصر في ذلك الوقت. وعندما حاولت التقدم في اتجاه الشرق اصطدمت بالمماليك الذين كانوا قد نجحوا في تجميع صفوفهم في منطقة الصالحية. في الوقت نفسه عانت القوات الفرنسية من هجمات المصريين في القرى الواقعة على خط سير الحملة.
لذلك ورغم أن ميزان القوة كان يميل لصالح الفرنسيين بشدة في معركة الصالحية فإن النصر تأخر بسبب الإزعاج الدائم الذي سببه لهم الفلاحون المصريون بهجماتهم المتكررة على القوات الفرنسية على طريقة حرب العصابات التي لم تكن قد ظهرت في ذلك الوقت. ولكن الفرنسيين نجحوا في النهاية في تحقيق الانتصار ليواصل المماليك فرارهم ناحية الشرق وصولاً إلى الشام.